# Серебренников, Валентин Николаевич
Валентин Николаевич Серебренников (21 марта 1881 года, д. Верх-Мельничная, Андреевская волость, Оханский уезд, Пермская губерния — 3 января 1943 года, Пермь) — русский уральский писатель, краевед, фольклорист. Собрал большую коллекцию текстов фольклорных произведений, загадок, скороговорок, присказок, пословиц и поговорок, за что был назван «уральским Далем».

## Биография
Родился 21 марта 1881 года в деревне Верх-Мельничная Андреевской волости Оханского уезда Пермской губернии. Учился в Пермском духовном училище, потом — в духовной семинарии. Не приняв после обучения духовный сан, он стал работать в Оханском уезде учителем земских народных школ. В 1905 году приехал в Пермь, где сотрудничал с газетой «Пермские губернские ведомости». Потом вернулся в Оханский уезд, поступив вновь на работу учителем.
С 1904 года Серебренников заинтересовался и стал занимался фольклорной работой. Материалы для исследований культуры Пермской губернии он собирал, совершая по краю пешие экспедиции. В 1911 году он познакомился и сблизился с П. С. Богословским, который оказал ученому содействие в публикации его материалов по свадебным песням и обычаям местного населения. В Первую мировую войну Серебренников не попал на фронт из-за своей близорукости.
В 1916 году Серебренников В. Н. поступил учиться на историко-филологический факультет Пермского университета. Во время учебы он принимал участие в создании и работе Кружка по изучению Северного края, был его секретарем. По окончании университета был направлен в Кунгурский округ на работу статистиком.
Во время гражданской войны работал учителем в деревне Андреевке Оханского уезда. Позднее был эвакуирован в Вятку. В 1919 году Валентин Николаевич уехал в Пермь, где продолжил занятия в университете и в Кружке по изучению Северного края.
В последующие годы Серебренников работал в краеведческом музее, печатал свои произведения в газетах «Звезда» и «Красный Урал». Писал он под литературными псевдонимами Аргентов А. и Горбунов Г. А. С 1924 по 1928 год В. Н. Серебренников работал в Кунгуре, где создал общество краеведов, основал ежемесячный журнал «Кунгурско-Красноуфимский край».
В марте 1928 года уехал в Свердловск, работал там в Уральском бюро краеведения, осенью этого же года — в Челябинском музее, потом вновь вернулся в Пермь. С 1930 года ученый работал в Пермском краеведческом музее. В это время он готовил для издания свой сборник фольклорных произведений «Меткое слово». Сборник предполагалось издать в 1941 году в Свердловске под названием «Фольклор Прикамья». Война помешала изданию и сборник увидел свет в 1964 году. В 1941 году ученый уехал к своей сестре в дер. Андреевка.
Серебренников В. Н. собрал значительный материал по траволечению, заговорам, заклинаниям, свадебной поэзии. Его интересовали местные традиции, загадки, частушки, пословицы и поговорки, песни беспризорников, разбойничий фольклор, солдатские песни, сказки, пермские диалекты, календарные обряды, народный театр и др. Для будущих исследователей края он составил инструкцию «О записывании произведений народного творчества». Занимаясь историей и культурой края около сорока лет, В. Н. Серебренников собрал и оставил потомкам большую коллекцию текстов фольклорных произведений.
Скончался 23 января 1943 года от голода в Перми.

## Память
В честь Серебренникова В. Н. в дер. Андреевка Пермского края была названа улица.

## Труды
- Свадебные обычаи и песни крестьян Андреевской волости Оханского уезда Пермской губернии // Материалы по изучению Пермского края. Вып. 4. Пермь, 1911;
- Из похоронных причитаний. Стихи духовного содержания, записанные в селе Пихтовка (Елеси тож) Оханского уезда Пермской губернии // Известия Пермского епархиального церковно-археологического общества. Вып. 2. Пермь, 1917;
- Загадки как народное развлечение. Пермь, 1918;
- Народные заговоры, записанные в Оханском уезде Пермской губернии. Пермь, 1918;
- Из оханского фольклора // Пермский краеведческий сборник. Вып. 1. Пермь, 1924;
- В мире беспризорных детей // Сборник Кунгурского общества краеведения. Вып. 1. Кунгур, 1925;
- Из местных слов жителей Кунгура // Сборник Кунгурского общества краеведения. Вып 1. Кунгур, 1925;
- О записывании произведений народного творчества. Кунгур, 1924;
- Песни про разбойников // Кунгурско-Красноуфимский край 1925. № 4-5;
- Из солдатских песен бывшего Оханского уезда // Пермский краеведческий сборник. Вып. 2 Пермь, 1926;
- Оханская сказка про Пехтимка // Пермский краеведческий сборник. Вып.4. Пермь, 1928;
- Меткое слово. Песни. Сказки: Сборник дореволюционного фольклора Прикамья. Пермь, 1964.